# Lista de distritos da Malásia
Esta é uma lista dos distritos da Malásia. São o segundo nível de administração, depois dos estados e territórios federais.

## Distritos deJohor
- Johor Bahru
- Batu Pahat
- Kluang
- Kulaijaya
- Muar
- Kota Tinggi
- Segamat
- Pontian
- Ledang
- Mersing

## Distritos deKedah
- Baling
- Bandar Baharu
- Kota Setar
- Kuala Muda
- Kubang Pasu
- Kulim
- Pulau Langkawi
- Padang Terap
- Pendang
- Pokok Sena
- Sik
- Yan

## Distritos deKelantan
- Kota Bharu
- Pasir Mas
- Tumpat
- Bachok
- Tanah Merah
- Pasir Puteh
- Kuala Krai
- Machang
- Gua Musang
- Jeli

## Distritos deMalaca
- Malaca
- Alor Gajah
- Jasin

## Distritos deNegeri Sembilan
- Seremban
- Port Dickson
- Rembau
- Jelebu
- Kuala Pilah
- Jempol
- Tampin

## Distritos dePahang
- Bera
- Bentong
- Cameron Highlands
- Jerantut
- Kuantan
- Kuala Lipis
- Maran
- Pekan
- Raub
- Rompin
- Temerloh

## Distritos dePerak
- Kinta
- Larut, Matang & Selama
- Manjung
- Hilir Perak
- Kerian
- Batang Padang
- Kuala Kangsar
- Perak Tengah
- Hulu Perak
- Kampar

## Distritos dePenang
- Seberang Perai Utara
- Seberang Perai Tengah
- Seberang Perai Selatan
- Pulau Pinang Timur Laut
- Pulau Pinang Barat Daya

## Distritos dePerlis
- Abi
- Arau
- Beseri
- Chuping
- Jejawi
- Kayang
- Kechor
- Kuala Perlis
- Kurong Anai
- Kurong Batang
- Ngulang
- Oran
- Padang Pauh
- Paya
- Pedang Siding
- Sanglang
- Sena
- Seriab
- Sungai Adam
- Sungai Baru
- Titi Tinggi
- Utan Aji
- Wang Bintong

## Distritos deSabá

### Bahagian Pantai Barat
- Kota Belud
- Kota Kinabalu
- Papar
- Penampang
- Putatan
- Ranau
- Tuaran

### Bahagian Pedalaman
- Beaufort
- Nabawan
- Keningau
- Kuala Penyu
- Sipitang
- Tambunan
- Tenom

### Bahagian Kudat
- Kota Marudu
- Kudat
- Pitas

### Bahagian Sandakan
- Beluran
- Kinabatangan
- Sandakan
- Tongod

### Bahagian Tawau
- Kunak
- Lahad Datu
- Semporna
- Tawau

## Distritos deSarawak

### Kuching
- Kuching
- Bau
- Lundu

### Samarahan
- Samarahan
- Asajaya
- Simunjan
- Serian

### Sri Aman
- Sri Aman
- Lubok Antu

### Betong
- Betong
- Saratok

### Sibu
- Sibu
- Kanowit
- Selangau

### Mukah
- Mukah
- Dalat
- Daro
- Matu

### Miri
- Miri
- Marudi

### Bintulu
- Bintulu
- Tatau

### Limbang
- Limbang
- Lawas

### Sarikei
- Sarikei
- Meradong
- Julau
- Pakan

### Kapit
- Kapit
- Song
- Belaga

## Distritos deSelangor
- Petaling
- Hulu Langat
- Klang
- Gombak
- Kuala Langat
- Sepang
- Kuala Selangor
- Hulu Selangor
- Hulu Perak
- Sabak Bernam

## Distritos deTerengganu
- Besut
- Dungun
- Hulu Terengganu
- Kemaman
- Kuala Terengganu
- Marang
- Setiu

## Territórios Federais da Malásia
- Putrajaya
- Labuan
- Kuala Lumpur